# Sugar Hill Records
Pour les articles homonymes, voir Sugar Hill Records (homonymie).
Sugar Hill Records est un label discographique américain de musique roots. Fondé en 1978 à Durham, par Barry Poss, l'entreprise se réinstalle en 2007 à Nashville dans le Tennessee.
Le label est sans lien avec le label de hip-hop homonyme.

## Histoire
Le label est fondé à Durham, en Caroline du Nord, en 1978 par Barry Poss et David Freeman, propriétaire de County Records et Rebel Records,. Poss prend le contrôle total de Sugar Hill en 1980 et possède le label jusqu'en 1998, date à laquelle il le vend au Welk Music Group, propriétaire de Vanguard Records. Poss reste président et, en 2002, est promu président. Sugar Hill reste à Durham jusqu'en 2007, date à laquelle Poss transfère le label à Nashville, dans le Tennessee.
Parmi les nombreux artistes de renom qui sortent des albums sur le label, comme Nickel Creek, Doc Watson, Townes Van Zandt, Ricky Skaggs, Guy Clark, Robert Earl Keen, Sam Bush et Dolly Parton. L'un des albums de Parton pour Sugar Hill, Halos and Horns (2002), comprend une chanson intitulée Sugar Hill, qu'elle a écrite en hommage au label. En 2008, Welk Music Group désigne EMI comme distributeur de ses labels, y compris Sugar Hill.
En 2006, Barry Poss, dirigeant de Sugar Hill, reçoit un Lifetime Achievement Award de l'Americana Music Association.
Le label est racheté par Concord Bicycle Music en avril 2015.

## Artistes
- Acoustic Syndicate
- Adam Steffey
- Alan Bibey
- Albert Lee
- Allison Moorer
- Andy Hall
- Aubrey Haynie
- Auldridge, Reid and Coleman
- Austin Lounge Lizards
- Bad Livers
- Barbara Lamb
- Berline, Crary and Hickman
- Billy Joe Shaver
- Black Prairie
- Blue Rose
- Blueridge
- Boone Creek
- Brian Wright
- Brother Boys
- Bryan Sutton
- Byron Berline
- Byron Berline and John Hickman
- California
- Carl Jackson
- Carl Jackson and John Starling
- Casey Driessen
- Cathy Fink and Marcy Marxer
- Chesapeake
- Chris Hillman
- Chris Hillman et Herb Pedersen
- Chris Pandolfi
- Chris Thile
- Clarence Gatemouth Brown
- Connie Smith
- Country Gentlemen
- Dan Crary
- Darrell Scott
- David Grisman
- David Parmley
- Doc Watson
- Dolly Parton
- Don Dixon
- Don Rigsby
- Donna the Buffalo (en)
- Douglas, Barenburg and Meyer
- Doyle Lawson and Quicksilver
- Dudley Connell & Don Rigsby
- Front Range
- Gibson Brothers
- Good Ol Persons
- The Gourds (en)
- Greg Trooper
- Grey DeLisle
- Grey Larsen
- Guy Clark
- Herb Pedersen
- Hillmen
- Hot Rize
- James McMurtry (en)
- Jeremy Garrett
- Jerry Douglas
- Jerry Douglas et Peter Rowan
- Jesse Winchester
- Jim Lauderdale
- Jim Mills
- Jimmy Murphy
- Joey + Rory
- John Cowan
- John Duffey
- John Starling
- Kasey Chambers
- Kathy Kallick
- Kenny Smith
- Kenny Vaughan
- Kev Russells Junker
- Kukuruza
- Laurel Canyon Ramblers
- Lonesome River Band
- Lonesome Standard Time
- Lou Reid
- Martha Scanlan
- Marti Jones
- Marty Stuart (en)
- Maura O'Connell (en)
- Metamora
- Mike Auldridge (en)
- Mike Cross
- Mike Marshall & Chris Thile
- Mollie O`Brien
- Mutual Admiration Society
- Nashville Bluegrass Band (en)
- New Grass Revival (en)
- Nick 13
- Nickel Creek
- Nitty Gritty Dirt Band
- Osborne Brothers
- Pat Alger (en)
- Pete Wernick (en)
- Peter Rowan (en)
- Psychograss (en)
- Railroad Earth (en)
- Ranch Romance
- Randy Howard
- Reckless Kelly
- Red Clay Ramblers (en)
- Red Stick Ramblers (en)
- Ricky Skaggs
- Ricky Skaggs et Tony Rice
- Riley Baugus (en)
- Robert Earl Keen
- Robin and Linda Williams (en)
- Rodney Crowell
- Roland White (en)
- Ronnie Bowman